# Zastava Farskih otoka
Zastava Farskih otoka je križ s pomaknutim presjekom na jarbolu (nordijski križ) crvene boje na istom takvom plavom križu, a sve na bijeloj podlozi.

## Povijest
Zastavu su po prvi put načinili studenti s Farskih otoka u Kopenhagenu i kasnije je donijeli na otok, gdje je prvi put istaknuta 22. lipnja 1919. godine. Godine 1931. ulazi u uobičajenu, ali još uvijek neslužbenu upotrebu. Britanske snage zauzele su otoke 1940. godine, poslije njemačke okupacije Danske i pojavila se potreba razlikovanja zastava na Føroyaru i brodovima okupirane Danske.

Britanske su vlasti 25. travnja 1940. godine odobrile sadašnju zastavu. Zakonom o autonomiji Farskih otoka od 23. ožujka 1948. godine zastava je konačno i službeno priznata, a 25. travanj proglašen Danom zastave.

## Simbolika
Dominantna bijela boja simbolizira čistoću neba i pjenu valova koji udaraju u obale otoka, a crvena i plava su tradicionalne boje nošnje na Føroyaru, kao i boje zastave Norveške i Islanda.
Zanimljivo je da zastava krši heraldičko i veksilološko pravilo da crvena boja ne smije biti postavljena na plavu.